# Gokaidō

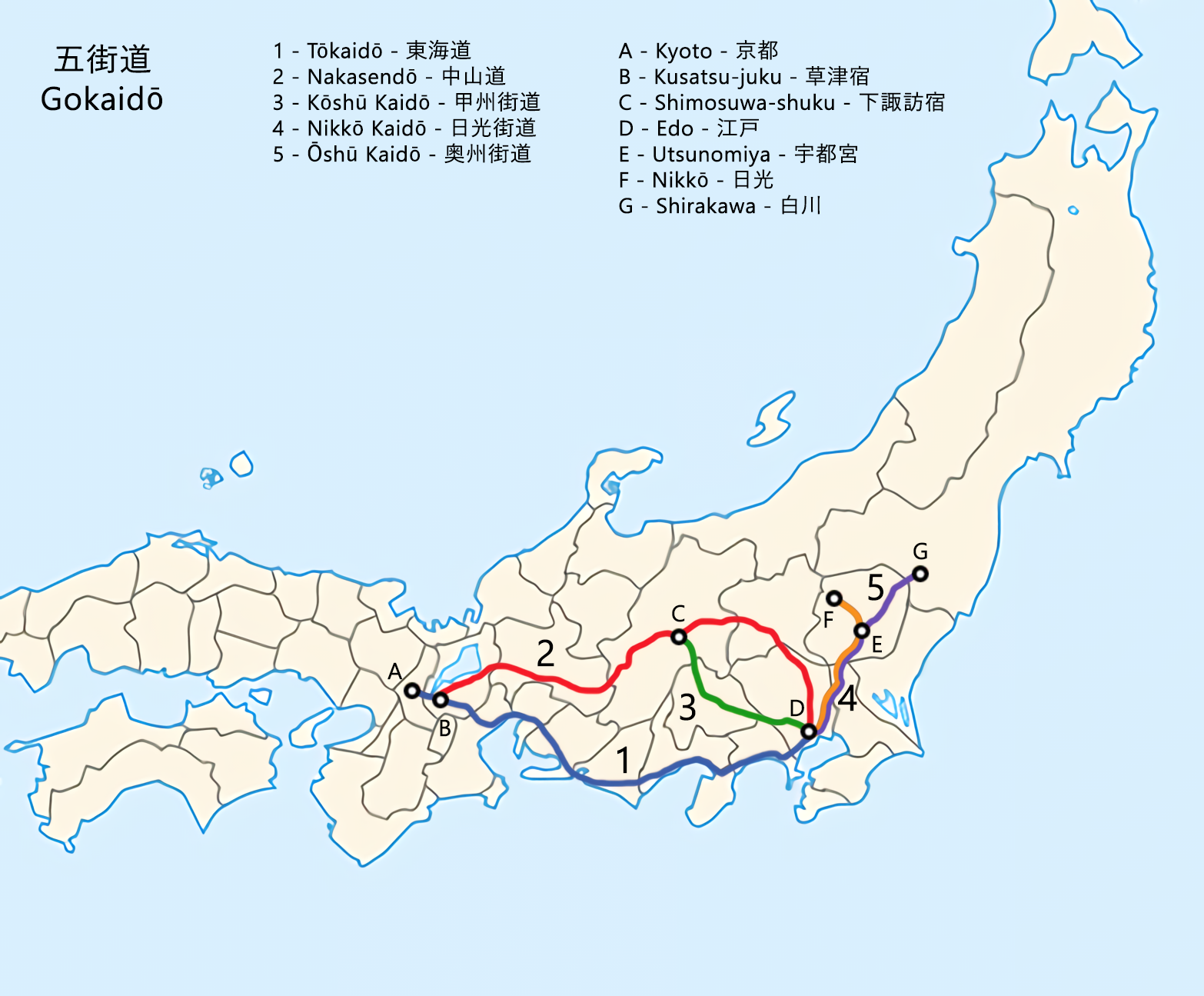
Le cinque strade di Edo

Il Gokaidō (五街道?) meglio noto come cinque strade di Edo fu il principale sistema terrestre viario (kaidō) di comunicazioni giapponese durante il periodo Edo. Questo sistema si diramava attraverso la parte centrale dell'isola di Honshū collegando la sede dello shōgun a Edo (Tokyo) con le città più importanti del Giappone in particolare con Kyoto in cui risiedeva l'imperatore. I lavori d'edificazione iniziarono sin dalla prima metà del XVII secolo, dopo la vittoria di Tokugawa Ieyasu nella battaglia di Sekigahara che gli aveva assicurato il controllo del paese. Costruì il sistema viario per meglio controllare i daimyō nemici e scoraggiarne le ribellioni. I lavori terminarono durante il quarto shogunato della stirpe Tokugawa. Lungo le cinque vie erano poste numerose stazioni di posta che davano la possibilità ai viaggiatori di riposarsi lungo il cammino e di acquistare scorte di cibo. Queste stazioni sono rappresentate in molte xilografie di Utagawa Hiroshige nel suo famoso ciclo di stampe chiamato  le Cinquantatré stazioni del Tokaidō.

## Le cinque strade
Ogni strada aveva inizio presso Nihonbashi (località alla periferia di Edo) e si snodavano verso i maggiori centri urbani dell'isola di Honshū.
- Tōkaidō (東海道?, Tōkaidō, letteralmente: strada costiera orientale): era la strada che univa Edo a Kyoto costeggiando l'Oceano Pacifico, le comunicazioni erano garantite da una rete di 53 stazioni per ognuna delle quali Utagawa realizzò una stampa. Era inoltre la via principale del Giappone per l'importanza amministrativa, economica e culturale delle due città. Nel 1619, la strada fu estesa fino ad Osaka con l'aggiunta di 4 stazioni. Il nuovo tratto prese il nome di Ōsaka Kaidō (大阪街道?) o anche Kyōkaidō (京街道?).
- Nakasendō: possedeva 69 stazioni di sosta anch'esse rappresentate da Utagawa. Anche questa via collegava Edo a Kyoto percorrendo però una via maggiormente impervia attraverso le montagne di Honshū.
- Kōshū Kaidō: comprendeva 44 stazioni, che collegavano la sede dello shogunato ai territori dell'attuale prefettura di Yamanashi.
- Ōshū Kaidō: comprendeva 27 stazioni di servizio e univa Edo con la provincia di Mutsu, l'attuale prefettura di Fukushima
- Nikkō Kaidō: servita da 21 stazioni, collegava Edo con il Nikkō Tōshō-gū nella città di Nikkō nell'odierna prefettura di Tochigi.